# باشگاه فوتبال پارتیزان مینسک
باشگاه فوتبال پارتیزان مینسک ((به بلاروسی: ФК Партызан Мінск)) یک باشگاه فوتبال بلاروس می‌باشد که در شهر مینسک مستقر شده‌است. این باشگاه در سال ۲۰۰۲ بنیانگذاری شد و در سال ۲۰۱۴ منحل شد.

## افتخارات
- لیگ برتر فوتبال بلاروس
  - مقام سوم (۲): ۲۰۰۵, ۲۰۰۸
- جام حذفی فوتبال بلاروس
  - قهرمانی (۲): ۲۰۰۵, ۲۰۰۸

## تاریخچه لیگ و جام حذفی
| فصل  | Level | Pos | Pld | W  | D | L  | گل ها  | امتیازات | جام حذفی فوتبال بلاروس | توضیحات          |
| ---- | ----- | --- | --- | -- | - | -- | ------ | -------- | ---------------------- | ---------------- |
| ۲۰۰۲ | ۳ام   | ۱   | ۲۴  | ۲۲ | ۲ | ۰  | ۱۰۲–۲۱ | ۶۸       |                        | Promoted         |
| ۲۰۰۳ | ۲ام   | ۲   | ۳۱1 | ۲۲ | ۴ | ۵  | ۶۴–۱۷  | ۷۰       | دور ۳۲                 | Promoted         |
| ۲۰۰۴ | ۱ام   | ۱۴  | ۳۱2 | ۷  | ۹ | ۱۵ | ۳۶–۵۷  | ۳۰       | دور ۱۶                 |                  |
| ۲۰۰۵ | ۱ام   | ۳   | ۲۶  | ۱۶ | ۱ | ۹  | ۴۳–۳۰  | ۴۹       | قهرمان                 |                  |
| ۲۰۰۶ | ۱ام   | ۴   | ۲۶  | ۱۶ | ۳ | ۷  | ۵۴–۲۴  | ۵۱       | دور ۱۶                 |                  |
| ۲۰۰۷ | ۱ام   | ۵   | ۲۶  | ۱۱ | ۹ | ۶  | ۳۲–۲۵  | ۴۲       | یکچهارم نهایی          |                  |
| ۲۰۰۸ | 1ام   | ۳   | ۳۰  | ۱۷ | ۶ | ۷  | ۶۵–۳۷  | ۵۷       | قهرمان                 |                  |
| ۲۰۰۹ | ۱ام   | ۱۱  | ۲۶  | ۸  | ۶ | ۱۲ | ۳۴–۳۸  | ۳۰       | یکچهارم نهایی          |                  |
| ۲۰۱۰ | ۱ام   | ۱۲  | ۳۳  | ۵  | ۸ | ۲۰ | ۲۴–۷۰  | ۲۳       | یکچهارم نهایی          | Relegated        |
| ۲۰۱۱ | ۲ام   | ۲   | ۳۰  | ۲۰ | ۵ | ۵  | ۵۹–۲۶  | ۶۵       | یکچهارم نهایی          |                  |
| ۲۰۱۱ | ۲ام   | ۱   | ۲   | ۱  | ۰ | ۱  | ۳–۲    | ۳        |                        | Promotion پلی آف |
| ۲۰۱۲ | ۴ام   | ۵   | ۱۴  | ۶  | ۴ | ۴  | ۱۷–۱۷  | ۲۲       |                        | Promoted         |
| ۲۰۱۳ | ۳ام   | ۱۱  | ۲۴  | ۵  | ۷ | ۱۲ | ۲۶–۴۶  | ۲۲       |                        |                  |

- ۱ شامل بازی اضافی (1–2 باخت) مقابل Lokomotiv Vitebsk برای مقام اول.
- 2 شامل بازی اضافی (4–1 برد) مقابل Lokomotiv Vitebsk برای مقام 14ام.

## رقابت اروپایی
| فصل     | رقابت         | دور |           | باشگاه                       | بازی رفت | بازی برگشت         |
| ------- | ------------- | --- | --------- | ---------------------------- | -------- | ------------------ |
| ۲۰۰۵–۰۶ | لیگ اروپا     | 1Q  | مجارستان  | باشگاه فوتبال فرنس‌واروش      | 2–0 (A)  | 1–2 (H)            |
| ۲۰۰۵–۰۶ | لیگ اروپا     | 2Q  | جمهوری چک | باشگاه فوتبال تپلیس          | 1–1 (H)  | 1–2 (A)            |
| ۲۰۰۶    | جام اینترتوتو | 1R  | قزاقستان  | Shakhter Karagandy           | 5–1 (A)  | 1–3 (H)            |
| ۲۰۰۶    | جام اینترتوتو | 2R  | روسیه     | Moscow                       | 0–2 (A)  | 0–1 (H)            |
| ۲۰۰۸–۰۹ | لیگ اروپا     | 1Q  | اسلواکی   | باشگاه فوتبال ژیلینا         | 2–2 (H)  | 0–1 (A)            |
| ۲۰۰۹–۱۰ | لیگ اروپا     | 1Q  | مونته‌نگرو | باشگاه فوتبال سوتیسکا نیکشیچ | 1–1 (A)  | ۲–۱(وقت اضافه) (H) |
| ۲۰۰۹–۱۰ | لیگ اروپا     | 2Q  | اوکراین   | باشگاه فوتبال متالورگ دونتسک | 0–3 (A)  | 1–2 (H)            |